# Motobloc Type OD
Der Motobloc Type OD ist ein Pkw-Modell aus der Zeit vor und nach dem Ersten Weltkrieg. Hersteller war Motobloc im französischen Bordeaux.

## Beschreibung
Das Fahrzeug gab es zunächst von 1912 bis 1914 und dann erneut von 1919 bis 1923 in der normalen Ausführung. Die Variante Type OD 3 stand von 1922 bis 1927 im Sortiment.
Gemeinsamkeit ist ein Vierzylinder-Reihenmotor. 80 mm Bohrung und 148 mm Hub ergeben 2976 cm³ Hubraum. Die normalen Ausführungen waren damals in Frankreich steuerlich mit 12 CV eingestuft, der Type OD 3 mit 15 CV. Der wassergekühlte Frontmotor treibt über ein Vierganggetriebe und eine Kardanwelle die Hinterachse an. Die Motordaten gleichen jenen der stärkeren Version des Type OB. Der Motor leistet 42,6 PS.
Laut eines Testberichts von 1913 von Charles Faroux wog das Fahrzeug etwa 1200 kg. 1920 betrug der Radstand 324 cm. Für 1924 sind 329 cm Radstand überliefert. 1925, 1926 und 1927 betrug er dann 330 cm. Außerdem sind 140 cm Spurweite angegeben.
Bekannt sind die Karosseriebauformen Tourenwagen, Limousine und Pullman-Limousine.
Eine erhaltene Limousine befindet sich in Frankreich.
1929 folgte der Type ANC als Nachfolger.